# جنت رابین
جانت رابین (متولد ۱۹۶۶) گیتاریست، خواننده، ترانه‌سرا، آهنگساز سینما و تلویزیون و مربی گیتار آمریکایی است. رابین در هالیوود شمالی، کالیفرنیا بزرگ شد.

## آهنگ‌شناسی
- ۱۹۹۸: در را باز کن (سوابق رنسانس)[۴]
- 2001: Out From Under (کتابهای خواهر کوچک)[۵]
- ۲۰۰۴: پس از سیل (Little Sister Records)[۶]
- ۲۰۰۷: روزهای تابستان – تک آهنگ (Little Sister Records)[۷]
- ۲۰۱۰: همه چیز تغییر کرده‌است (موسیقی فشار خون بالا)[۸]
- ۲۰۱۲: همه چیز تغییر کرده‌است (سوابق خواهر کوچک)[۷]
- ۲۰۱۳: در فرانسه زندگی کنید (Little Sister Records)[۷]
- ۲۰۱۶: ریسمان زاده , انقلاب ریسمان (موسیقی انقلاب زهی)
- ۲۰۱۶: مرا همان‌طور که هستم (Little Sister Records) بگیر
- ۲۰۱۸: " خورشید پدیدار می‌شود " (Little Sister Records)، تک آهنگ ساز
- ۲۰۱۹: قطره‌های قرمز , انقلاب ریسمان (موسیقی String Revolution)